# AWAKE (諸岡菜穂子のアルバム)
『AWAKE』（アウェイク）は、1994年8月21日にSony Recordsから発売された諸岡菜穂子の2枚目のアルバム。規格品番：SRCL-2972。

## 収録楽曲
1. 星が照らす自転車に乗って（5:22）[1]
  - 作詞：夏野芹子
  - 作曲・編曲：土橋安騎夫
2. 誰も教えてくれない（4:28）[1]
  - 作詞：夏野芹子
  - 作曲・編曲：土橋安騎夫
3. 恋する覚悟（5:34）[1]
  - 作詞：夏野芹子
  - 作曲：長谷川大
  - 編曲：土橋安騎夫
4. VOICE（4:45）[1]
  - 作詞：夏野芹子
  - 作曲：土橋安騎夫
  - 編曲：是永巧一
5. ハレバレ!!（4:00）[1]
  - 作詞：夏野芹子
  - 作曲：海福知弘
  - 編曲：土橋安騎夫
6. 立ちつくす 歩きだす（3:52）[1]
  - 作詞：MOROOKA
  - 作曲：海福知弘
  - 編曲：土橋安騎夫
7. DO NOT（4:38）[1]
  - 作詞：夏野芹子
  - 作曲・編曲：土橋安騎夫
8. 泣いてばかりでいいじゃない（4:14）[1]
  - 作詞：夏野芹子
  - 作曲：長谷川大
  - 編曲：土橋安騎夫
9. 私の空の青（4:21）[1]
  - 作詞：MOROOKA
  - 作曲：海福知弘
  - 編曲：是永巧一
10. いたいほど冷たい雨（6:07）[1]
  - 作詞：MOROOKA
  - 作曲・編曲：土橋安騎夫